# كم سانغ شك
كيم سانغ سيك (هانغل: 김상식)، من مواليد 17 ديسمبر 1976 في كوريا الجنوبية، لاعب كرة قدم كوري جنوبي، ويلعب مع نادي سونغنام لكرة القدم الكوري الجنوبي.
بدأ كيم مسيرته الكروية مع نادي سونغنام لكرة القدم في عام 1999، ولعب معهم 152 مباراة وسجل 9 أهداف، وقد كان مع منتخب كوريا الجنوبية لكرة القدم المشارك في كأس العالم لكرة القدم 2006.

## روابط خارجية
- كم سانغ شك على موقع الاتحاد الدولي (مؤرشف)  (الإنجليزية)
- كم سانغ شك على موقع دوري كوريا الجنوبية (الإنجليزية)
- كم سانغ شك على موقع قاعدة بيانات كرة القدم.إي يو (الإنجليزية)
- كم سانغ شك على موقع ناشيونال فوتبول تيمز (الإنجليزية)
- كم سانغ شك على موقع أوليمبيديا (الإنجليزية)